# 巨龙站
巨龍站（：／ Kŏryong yŏk */?）曾为朝鲜铁路北部内陆线上的一个车站，位于两江道金正淑郡，启用及废止时间不明。